# Dierama galpinii
Dierama galpinii är en irisväxtart som beskrevs av Nicholas Edward Brown. Dierama galpinii ingår i släktet Dierama och familjen irisväxter. Inga underarter finns listade i Catalogue of Life.